# Antiphrisson aspereum
Antiphrisson aspereum là một loài ruồi trong họ Asilidae. Antiphrisson aspereum được Lehr miêu tả năm 1986. Loài này phân bố ở vùng Cổ Bắc giới.